# Gábor Gadó
Gábor Gadó (* 13. April 1957 in Pécs) ist ein ungarischer Jazz-Gitarrist und Komponist.

## Leben
Gadó lernte mit acht Jahren Geige und Gitarre spielen und musizierte auf Tanzveranstaltungen und in Klubs im Süden Ungarns. 1980 ging er nach Budapest ans Béla-Bartók-Konservatorium, wo er 1982 den ersten Preis für Jazz gewann. Er trat mit dem „Ungarischen Gitarrentrio“ (mit Ferenc Snétberger und László Attila) auf. 1987 gründete er die Gruppe „JOY“ und nahm seine ersten Alben auf („Cross Cultures“, „Special Time“). 1992 nahm er mit der „OM“-Band auf. 1994 tourte er mit dem bulgarischen Volksmusiker Nichola Parov. Seit 1995 wechselt er regelmäßig nach Paris, wo er 2000 sein „Gabor Gado Quartett“ mit Matthieu Donarier, Sébastien Boisseau und Joe Quitzke gründete.
Gadó komponiert auch Filmmusik, klassische Musik und arrangiert, nicht nur für Jazz-Ensemble, sondern auch für Volksmusik-Ensembles. Er komponiert auch für den Jazzsänger Gábor Winand und begleitet ihn mit seinem Quartett. 1999 erschien auf dem ungarischen Label BMC Records „One Glimpse Is not Enough“, 2000  „Greetings from the Angel“, 2002 „Homeward“, 2003 „Orthodoxia“ und „Unknown Kingdom“ und 2005 „The second coming“ (der Titel spielt auf ein Gedicht von William Butler Yeats an). 2008 erschien in größerer Besetzung sein Album Byzantinum mit einer Verschmelzung von Alter und Neuer Musik.
2003 erhielt er den Prix Bobby Jaspar der französischen Académie du Jazz als bester europäischer Jazzmusiker. 2002 erhielt er den „Choc“-Preis des französischen Magazins Jazzman.